# Joan Navarro Tercero
|  | Per a l'editor, crític i col·leccionista de còmics, vegeu Joan Navarro i Badia |

Joan Navarro i Tercero (Oliva, Safor, 1951) és un poeta, narrador i professor de Filosofia valencià.
Amb la seua primera obra, Grills esmolen ganivets a trenc de por, aconsegueix guanyar el Premi Vicent Andrés Estellés de poesia de 1973.
Segons el crític literari Francesc Calafat: "la poesia de Navarro demana que la situem més enllà d'una visió històrica, perquè es mou en una galàxia personal on es barregen el substrat intemporal, les cultures antigues i les modernes, el món occidental i l'oriental".
Ha estat inclòs a les antologies més destacades dels anys 70: Carn fresca (1974), Les darreres tendències de la poesia catalana (1968-1979) o La nova poesia catalana (1980). Des del 1999 coordina una revista electrònica, SèrieAlfa. Art i literatura.

## Obra

### Poesia
- Grills esmolen ganivets a trenc de por, València: L'Estel, 1974; 2a ed.: Pròleg de Jordi Marrugat. València: Tres i Quatre, 2014.
- L'ou de la gallina fosca, Barcelona: Curial [Llibres del Mall], 1975.
- Vaixell de folls, València: Septimomiau, 1979.
- Bardissa de foc, Barcelona: Edicions del Mall, 1981.
- La paüra dels crancs. Pròleg de Gaspar Jaén. València: Tres i Quatre, 1986.
- Tria personal (1973-1987), València: Edicions de la Guerra, 1992.
- Magrana, València: Brosquil, 2004.
- Atlas (Correspondència 2005-2007), València: Tàndem, 2008. En col·laboració amb el pintor Pere Salinas.
- Grafies·Incisions, València: Editilde, 2010. En col·laboració amb el pintor Pere Salinas.
- A deslloc, València: Edicions de la Guerra, 2010. II Premi Carles Salvador.
- O: llibre d'hores, Carcaixent,:Edicions 96, 2014. En col·laboració amb el pintor Pere Salinas.
- El plom de l'ham, Barcelona: Edicions 62, 2014. LII Premi Ausiàs March de Poesia.
- Magrana-Granada, trad. de Lola Andrés, Madrid: Amagord, 2018.
- La nit transeünt, Palma: Lleonard Muntaner, 2019.
- Líquens. Amb Veronika Paulics. Epíleg de Ricard Martínez Pinyol. La Pobla de Farnals: Edicions del Buc. 2023.

### Narrativa
Drumcondra, València: Tres i Quatre, 1991.

### Traduccions
- Esfera. Una antologia. Orides Fontela. València: Tres i Quatre, 2010.
- Margeando o caos | Vorejant el caos. Majela Colares. Rio de Janeiro: Confraria do Vento, 2013.
- Després del diluvi i altres poemes. Antônio Moura. Carcaixent: Edicions 96, 2013.